# Duiventoren (Zevergem)

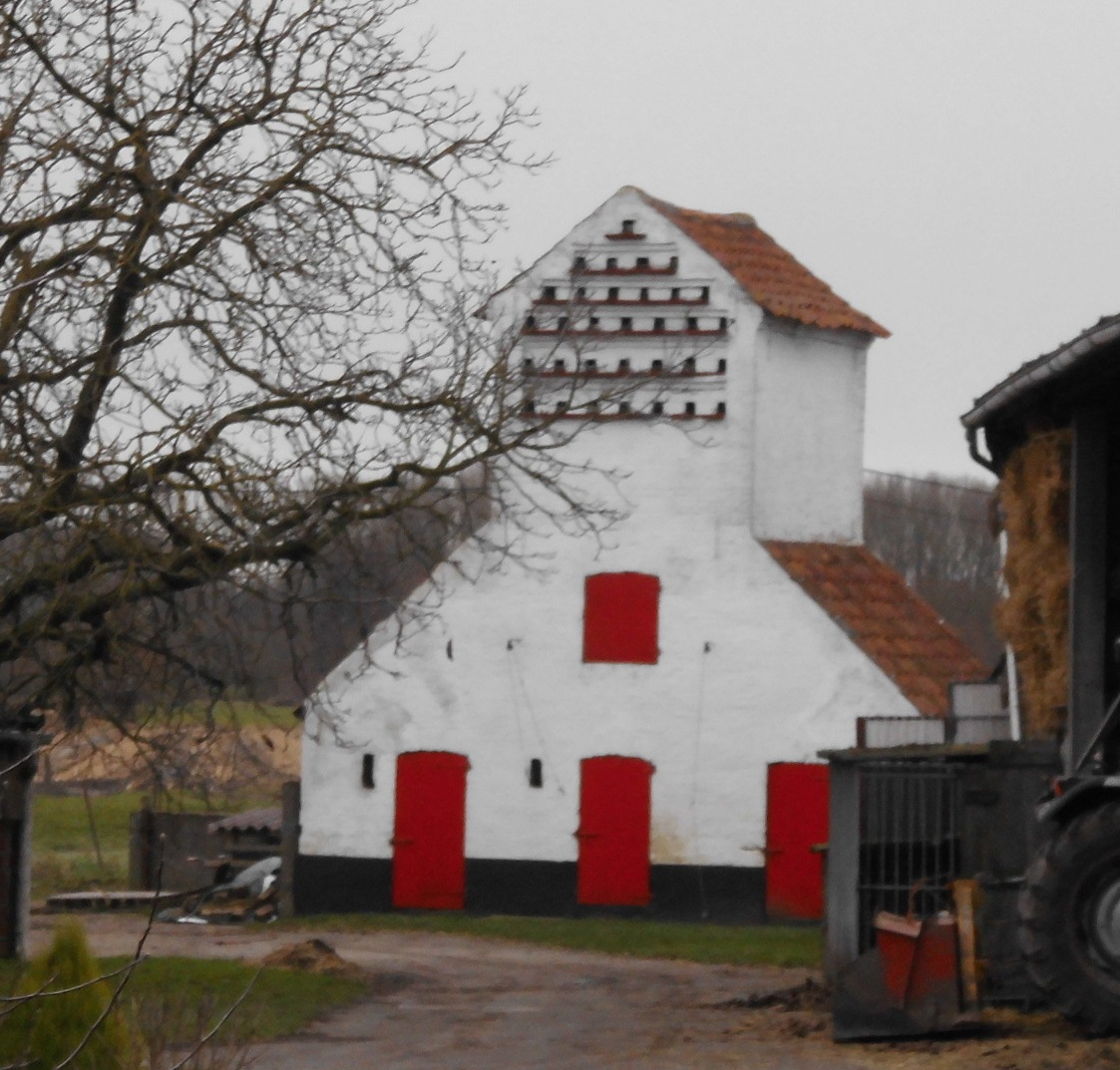
Duiventoren

De Hoeve met duiventoren is een boerderij in de tot de Oost-Vlaamse gemeente De Pinte behorende plaats Zevergem, gelegen aan Scheldehout 7.
Het betreft een boerderij met losse bestanddelen waaronder een woonhuis, stallen en een merkwaardig bouwwerk dat een duiventoren bevat die geflankeerd wordt door stallen en teruggaat tot de 18e eeuw.